# La Haye-de-Calleville
La Haye-de-Calleville és un municipi francès situat al departament de l'Eure i a la regió de Normandia. L'any 2007 tenia 276 habitants.

## Demografia

### Població
El 2007 la població de fet de La Haye-de-Calleville era de 276 persones. Hi havia 90 famílies, de les quals 16 eren unipersonals (8 homes vivint sols i 8 dones vivint soles), 27 parelles sense fills i 47 parelles amb fills.
La població ha evolucionat segons el següent gràfic:
Habitants censats

### Habitatges
El 2007 hi havia 115 habitatges, 97 eren l'habitatge principal de la família, 11 eren segones residències i 7 estaven desocupats. 112 eren cases i 3 eren apartaments. Dels 97 habitatges principals, 78 estaven ocupats pels seus propietaris, 18 estaven llogats i ocupats pels llogaters i 1 estava cedit a títol gratuït; 1 tenia una cambra, 15 en tenien tres, 23 en tenien quatre i 58 en tenien cinc o més. 72 habitatges disposaven pel capbaix d'una plaça de pàrquing. A 35 habitatges hi havia un automòbil i a 58 n'hi havia dos o més.

### Piràmide de població
La piràmide de població per edats i sexe el 2009 era:
| Homes | Edats   | Dones |
| ----- | ------- | ----- |
| 0     | 95 o +  | 0     |
| 0     | 90 a 94 | 0     |
| 0     | 85 a 89 | 4     |
| 4     | 80 a 84 | 0     |
| 0     | 75 a 79 | 4     |
| 4     | 70 a 74 | 4     |
| 4     | 65 a 69 | 8     |
| 0     | 60 a 64 | 8     |
| 0     | 55 a 59 | 0     |
| 12    | 50 a 54 | 8     |
| 4     | 45 a 49 | 12    |
| 8     | 40 a 44 | 8     |
| 8     | 35 a 39 | 4     |
| 4     | 30 a 34 | 8     |
| 12    | 25 a 29 | 16    |
| 12    | 20 a 24 | 4     |
| 0     | 15 a 19 | 4     |
| 0     | 10 a 14 | 20    |
| 8     | 5 a 9   | 16    |
| 20    | 0 a 4   | 4     |

## Economia
El 2007 la població en edat de treballar era de 181 persones, 136 eren actives i 45 eren inactives. De les 136 persones actives 126 estaven ocupades (65 homes i 61 dones) i 10 estaven aturades (4 homes i 6 dones). De les 45 persones inactives 19 estaven jubilades, 20 estaven estudiant i 6 estaven classificades com a «altres inactius».

### Ingressos
El 2009 a La Haye-de-Calleville hi havia 103 unitats fiscals que integraven 305 persones, la mediana anual d'ingressos fiscals per persona era de 17.808 €.

### Activitats econòmiques
Dels 8 establiments que hi havia el 2007, 4 eren d'empreses de construcció, 1 d'una empresa de comerç i reparació d'automòbils, 1 d'una empresa de transport, 1 d'una empresa de serveis i 1 d'una empresa classificada com a «altres activitats de serveis».
Dels 5 establiments de servei als particulars que hi havia el 2009, 2 eren guixaires pintors, 1 lampisteria, 1 electricista i 1 perruqueria.
L'any 2000 a La Haye-de-Calleville hi havia 6 explotacions agrícoles.

## Equipaments sanitaris i escolars
El 2009 hi havia una escola elemental.

## Poblacions properes
El següent diagrama mostra les poblacions més properes.